# Flaviellus phaleroides
Flaviellus phaleroides är en skalbaggsart som beskrevs av Horn 1870. Flaviellus phaleroides ingår i släktet Flaviellus och familjen Aphodiidae. Inga underarter finns listade i Catalogue of Life.